# 宮嶋照行
宮嶋 照行（みやじま てるゆき、1966年 - ）は、日本の工学者。茨城大学教授。専門は通信工学、信号処理。

## 来歴・人物
1989年、埼玉大学工学部電気工学科卒業。1994年、埼玉大学大学院理工学研究科博士後期課程修了。博士（学術）（埼玉大学）。同年、茨城大学工学部システム工学科助手。その後、1998年に同大学専任講師、2004年より同大学助教授、2009年より同大学准教授、2014年より同大学教授。

## 著書・論文

### 著書
- "Phasor Model with Application to Multiuser Communication" in Complex-Valued Neural Networks, Ch.12, Akira Hirose(Editor), Teruyuki Miyajima and Kazuo Yamanaka(ch.12), World Scientific Publishing, 251-275, 2003

### 論文
- 「マイクロ波・ミリ波周波数協調ARQ方式の検討」、小池翔平・宮嶋照行・梅比良正弘、電子情報通信学会技術研究報告,113(458),19-24,2014
- 「60GHz帯WLANにおける人体によるシャドーイングの時間・周波数特性」、小野智史・梅比良正弘・武田茂樹・宮嶋照行・鹿子嶋憲一、電子情報通信学会技術研究報告,113(385),247-252,2014
- 「超大容量化を実現するマルチバンド周波数協調ワイヤレスシステムの検討」、梅比良正弘・武田茂樹・宮嶋照行・鹿子嶋憲一、電子情報通信学会技術研究報告,113(246),65-71,2013
- 「周波数協調無線システムにおけるマイクロ波帯信号の利用によるミリ波帯WLAN通信エリア推定法の検討」、和田翔・梅比良正弘・武田茂樹・宮嶋照行・鹿子嶋憲一、電子情報通信学会技術研究報告,113(85),25-30,2013
- 「ミリ波WLANにおけるレイトレーシングを用いた人体によるシャドーイングの動的特性の検討」、小野智史・梅比良正弘・武田茂樹・宮嶋照行・鹿子嶋憲一、情報通信学会技術研究報告,113(85),19-24,2013
- 「シングルキャリア通信におけるスパース通信路推定の検討」、西渾祐貴・宮嶋照行、電子情報通信学会技術研究報告,112(462),149-154,2013
- 「アップリンクMC-CDMAのための通信路短縮法の提案」、小竹水輝・宮嶋照行、電子情報通信学会技術研究報告,112(423),159-164,2013
- 「OFDMシステムにおけるサブキャリアヌリング規範に基づくブラインドアレーアンテナの干渉抑圧能力」、長谷野大祐・中村一彦・宮嶋照行、電子情報通信学会論文誌,B95(11),1558-1566,2012
- 「シングルキャリアブロック伝送における再送ダイバーシティのためのサブキャリア再割当法」、吉田健浩・宮嶋照行、電子情報通信学会論文誌,B95(7),890-897,2012
- 「OFDMシステムにおけるブロック間干渉抑圧のためのブラインドPost-FFT型アレーアンテナについて」、長谷野大祐・中村一彦・宮嶋照行、電子情報通信学会技術研究報告,111(288),73-78,2011
- 「非同期AF協調OFDMシステムのための干渉抑圧の一検討」、金塚惇・宮嶋照行、電子情報通信学会技術研究報告,110(444),113-118,2011
- 「スパースOFDM通信路のための非ゼロタップ検出によるブラインド推定の一検討」、上野貴弘・宮嶋照行、電子情報通信学会技術研究報告,110(444),105-111,2011
- 「シングルキャリアブロック伝送におけるブラインド時間領域等化法について」、桑名諒・宮嶋照行、 電子情報通信学会技術研究報告,109(444),307-312,2010
- 「位置推定のための角度に基づくNLOS誤差軽減法」、麻生貴広・宮嶋照行、電子情報通信学会技術研究報告,108(474),217-221,2009
- 「チャネルが未知の直交時空間ブロック符号化OFDMの近似最尤シンボル検出」、會澤知也・宮嶋 照行、電子情報通信学会技術研究報告,108(474),463-467,2009
- 「有相関信号のブロック伝送における通信路短縮法の性能評価」、渡邉慶久・宮嶋照行、電子情報通信学会技術研究報告,107(257),31-36,2007
- 「送信信号の相関特性を利用した通信路短縮法の性能評価」、渡邉慶久・宮嶋照行、電子情報通信学会技術研究報告,107(82),13-18,2007
- 「ゼロ詰め込みブロック伝送のためのブラインド通信路短縮」、會澤知也・宮嶋 照行、電子情報通信学会技術研究報告,107(81),7-12,2007
- 「ブロック伝送のための非線形プリコーティング」、宮嶋照行・ヤンウェイウェイ・中村一彦、電子情報通信学会技術研究報告,105(666),7-12,2006
- 「マルチキャリア方式のための完全ブラインド通信路短縮アルゴリズム」、亀山博和・宮嶋照行、電子情報通信学会技術研究報告,105(469),13-18,2005
- 「マルチキャリア方式のためのブラインド適応通信路短縮」、亀山博和・宮嶋照行、電子情報通信学会ソサイエティ大会講演論文集2005,131,2005
- 「定包絡パルスを用いたカオス同期通信」、中村一彦・宮嶋照行・山中一雄、電気学会論文誌(C),125-C,4,582-590,2005
- 「非興奮状態を持つ複素ニューラルネットワーク」、宮嶋照行・山中一雄、電子情報通信学会誌,87,6,476-481,2004
- 「マルチパス通信路に沿った高次元カオス同期通信」、中村一彦・宮嶋照行・山中一雄、電子情報通信学会論文誌A,J87-A,5,694-696,2004
- 「非線形適応フィルタを用いた拘束付きブラインド適応等化器」、小泉亮・宮嶋照行・山中一雄、電子情報通信学会論文誌(A),J85-A,5,517-528,2003
- 「CDMA通信方式のためのブラインド受信機」、宮嶋照行、システム/制御/情報46,12,17-22,2002
- 「CDMA方式のための差動型CMAを用いたブラインド適応検波」、宮嶋照行、電子情報通信学会論文誌A,J83-A,11,1318-1329,2000
- 「カオスを用いたディジタル多重通信方式」、中村一彦・宮嶋照行・山中一雄、電子情報通信学会論文誌A,J-82-A,9,1483-1485,1999
- 「ニューラルネットワークの高速学習アルゴリズムとその適応等化器への応用」、宮嶋照行・長谷川孝明・羽石操、電子情報通信学会論文誌D-II,J-76-A,8,1136-1143,1993
- 「複素ニューラルネットワークの高速学習アルゴリズム」、宮嶋照行・長谷川孝明、電子情報通信学会論文誌D-II,J76-D-II,7,1468-1470,1993
- 「ニューラルネットワークを用いた表情認識」、宮嶋照行・長谷川孝明・羽倉幸雄・羽石操、電子情報通信学会論文誌D-II,J75-D-II,3,671-673,1992
- 「選択的に教師なし学習を行なうニューラルネットワーク」、宮嶋照行・長谷川孝明・羽倉幸雄・羽石操、電子情報通信学会論文誌D-II,J75-D-II,1,137-145,1992

## 受賞等
- 1997年　電子情報通信学会学術奨励賞